# له‌په
له‌په (به اسپانیایی: Lepe) یک دهستان در اسپانیا است که در استان اوئلوا واقع شده‌است. له‌په ۱۲۹ کیلومتر مربع مساحت و ۲۵٬۸۸۶ نفر جمعیت دارد و ۱۸ متر بالاتر از سطح دریا واقع شده‌است.